# Los Alegres de Terán
Los Alegres de Terán est un groupe pionnier et emblématique de la musique régionale mexicaine qui a été créé par le bajosexiste Tomás Ortiz et l'accordéoniste Eugenio Ábrego, dans les années 1940, à General Terán (en) au Nuevo León. Installés en 1950 à Reynosa, ils commencent à enregistrer pour la maison de disques Falcon Records, installée à McAllen au Texas, qui, au travers de ses collaborations avec les stations de radio aux Etats-Unis et au Mexique leur permet d'atteindre une renommée internationale.
La longue carrière du groupe , qui n'a pris fin qu'au décès d'Eugenio Ábrego, en 1988, a contribué à définir le style et l'instrumentation des orchestres de musiciens Taka-taka et de Conjunto norteño. On estime que le duo a enregistré près de 240 disques de tous formats.

## Sources
- (es) Luis Montemayor, « Los Alegres de Terán: los pilares de la música norteña », sur Orgullo Nuevo León, Orgullo Nuevo León, Monterrey, Nuevo León, Grupo Digital México, 7 août 2019.
- (es) Adalberto A. Martínez Lozano, « Personajes destacados de General Terán, N. L. Eugenio Abrego y Tomas ortiz (Los Alegres de Terán) », Crónicas Sobre General Terán, N.L., General Terán, Facebook, 1er avril 2015.
- (en) Agustin Gurza, « Artist Biography: Los Alegres de Terán », Strachwitz Frontera Collection of Mexican and Mexican American Recordings, Los Angeles, UCLA Digital Library & The Arhoolie Foundation, 19 septembre 2017.
- (es) Marco A. Ramirez, « Los Alegres de Terán: Padres de la Música Norteña. Parte 1 », sur Viva la musica norteña, Viva lo norteño, Weebly, 23 janvier 2014.
- (en) Teresa Palomo Acosta, « Ortiz, Tomás (1924–2007), biography », sur The Handbook of Texas on Line, Handbook of Texas Online, Austin, Texas State Historical Association, 28 juillet 2016.
- (es) « Néstor Pineda Maldonado », Nuestros socios y su obra, sur SACM Biografias, Biografia, Ciudad de México, Sociedad de Autores y Compositores de México (consulté le 20 septembre 2021).